# Nanosekunda
Nanosekunda (ns) – podwielokrotna jednostka czasu w układzie SI, równa jednej miliardowej sekundy:
1 ns = 10-9 s = 1/1 000 000 000  s
W nanosekundach mierzy się m.in. czas dostępu do danych znajdujących się w pamięci RAM, który dla najstarszych pamięci DDR-SDRAM wynosi ok. 4 ns. W najnowszych układach GDDR5 stosowanych w kartach graficznych opóźnienie sięga 0,8 ns.
Nanosekunda jest odpowiednią jednostką czasu, pozwalającą charakteryzować współczesne cyfrowe układy elektroniczne. W czasie jednej nanosekundy (czyli miliardowej części sekundy) światło przebywa drogę prawie 30 cm, a żaden sygnał w obwodzie elektronicznym nie może poruszać się szybciej. Oznacza to, że żaden komputer o rozmiarach większych niż 1 m nie będzie zdolny do przesłania sygnału od jednego do drugiego swego krańca w czasie krótszym niż nanosekunda.